# Anabela Brígida
Anabela Branco Brígida, mais conhecida por Anabela Brígida (Lisboa, 21 de Outubro de 1971) é uma atriz portuguesa.

## Biografia
Na sua carreira no cinema, destaca-se a sua protagonização no filme A Mulher Sem Corpo, realizada por António Borges Correia, e que foi premiada no festival de cinema Fantasporto. Protagonizou igualmente num outro filme de António Borges Correia, As Horas de Luz. Também participou nas longas-metragens Photo em 2012, e A Donzela Guerreira em 2019, e em 2021 participou no telefilme O Esqueleto.
Na televisão, participou na série Morangos Com Açúcarentre 2009 e 2010, e nas telenovelas Remédio Santo entre 2011 e 2012, Santa Bárbara entre 2015 e 2016, e Terra Brava em 2020.
Também passou pelo teatro, tendo participado na peça Auto da Compadecida em Outubro de 2022, como parte de um conjunto de espectáculos organizado pelo Teatro Nacional D. Maria II e a Embaixada do Brasil, ocasião do bicentenário da independência daquele país. Protagonizou igualmente a peça Trava ou Destrava Línguas, em conjunto com Carla Bolito, Alices, levada à cena no Teatro da Garagem em 2005, e no ano seguinte em O Dono do Nada, no Teatro Maria Matos. Em 2007 participou na peça Macbeth, de William Shakespeare, no Teatro da Trindade, em 2010 na peça Film Noir, e em 2012 contracenou com Carlos Afonso Pereira na peça Purgatóriono teatro A Ribeira.
Em 2020 foi um dos actores convidados para a série na Internet Desabafos, produzida por André Murraças, e disponibilizada no portal Youtube.

## Televisão
- 1991/1993 - Clube Disney - Ela Própria - Apresentação deste Magazine Juvenil - RTP1
- 1992 - André Topa Tudo - Participação Especial - RTP1
- 1996 - As Aventuras do Camilo - Enfermeira - Participação Especial - SIC
- 1998 - Diário de Maria - Paula dos Santos Vieira - Elenco Principal - RTP1
- 1999 - Jornalistas - Ela Própria - Actriz convidada - SIC
- 2000 - Crianças SOS - Actriz convidada - TVI
- 2001 - O Bairro da Fonte - Actriz convidada - SIC
- 2001 - Super Pai -  Médica - Participação Especial - TVI
- 2002/2003 - Amanhecer - Graça Raposo - Elenco Principal -  TVI
- 2004/2005 - Os Batanetes - Várias Personagens - Elenco Adicional - TVI
- 2006 - 7 Vidas - Paula - Elenco Principal - SIC
- 2006 - Fala-me de Amor - Elenco Adicional - TVI
- 2008 - Casos da Vida - Isabel - Elenco Principal - TVI
- 2008 - Liberdade 21 - Maria Eugénia - Elenco Principal - RTP1
- 2009 - Feitiço de Amor - Elenco Adicional - TVI
- 2009 - Morangos Com Açúcar - Rosário Almeida - Elenco Principal -  TVI
- 2009 - Conexão - Empregada Alvarez - Elenco Adicional - TVG e RTP1
- 2010 - Maternidade - Actriz convidada - RTP1
- 2011/2012 - Remédio Santo Maria de Jesus - Elenco Principal - TVI
- 2014 - Os Nossos Dias - Margarida - Elenco Principal- RTP1
- 2015 - Santa Bárbara - Aida Marques - Elenco Principal - TVI
- 2020 -  Terra Brava - Lídia -  Elenco Principal - SIC
- 2024 - A Filha - Fernanda - Elenco Principal - TVI

## Filmografia
- Menos Nove, 1997
- Golpe de Asa, 1998
- Quando Troveja, 1999
- Desvio 45, 2002
- Dia de Feira, 2004
- Alguém Olhará Por ti, 2005
- Photo, 2012
- As Horas de Luz, 2018
- Donzela Que Vai à Guerra, 2018
- A Mulher Sem Corpo, 2020